# London Metropolitan Orchestra
La London Metropolitan Orchestra (LMO) è la più grande orchestra formata da vari artisti con sede a Londra, diretta da Andy Brown.
L'orchestra ebbe molti musicisti e compositori di gran fama come: Michael Kamen, Howard Shore, Danny Elfman, Elliot Goldenthal, David Newman, Harald Kloser, Christopher Young, Mark Isham e Barrington Pheloung.
L'orchestra, ora si sta impegnando a formare una generazione di giovani promesse tra cui Klaus Badelt, Normand Corbeil, Ilan Eshkeri, James Brett, Michael Price, Rupert Christie, Antonio Pinto, Alti Orvasson, Wolfram de Marco e John Swihart.
LMO ha inoltre ottenuto riconoscimenti in tutto il mondo per le sue numerose colonne sonore televisive tra cui Band of Brothers (compositore Michael Kamen) e l'ispettore Morse (compositore Barrington Pheloung) e ha collaborato a registrazioni e a spettacoli dal vivo con artisti internazionali tra cui: Paul McCartney, U2, Eric Clapton, Annie Lennox, Sting, Bryan Adams, Quincy Jones, Pink Floyd, Jon Bon Jovi, Vangelis, Simply Red, Pet Shop Boys e The Last Shadow Puppets.

## Formazione

### Formazione attuale
- Andy Brown
- Caroline Dale
- Cathy Giles
- Cathy Thompson
- Chris Laurence
- Dave Lee
- David Daniels
- Gareth Hulse
- Garfield Jackson
- Gary Kettel
- Helen Hathorn
- Ivo Van Der Werff
- John Anderson
- John Barclay
- Jonathan Snowden
- Julie Andrews
- Mary Scully
- Maurice Murphy
- Mike Hext
- Nicholas Bucknall
- Owen Slade
- Pete Beachill
- Philip de Groote
- Rachel Roberts
- Richard Bissill
- Richard Watkins
- Roger Chase
- Thomas Bowes

## Album
- 2007 – Stardust
- 2007 – Retreat (Original Soundtrack)
- 2009 – Crimson Wing: Mystery of the Flamingos
- 2011 – And When Did You Last See Your Father?
- 2012 – The Angels' Share
- 2015 – Kablammo!
- 2017 – Developing Story

### Collaborazioni
- 2012 – Only Boys Aloud
- 2013 – Tribute, di John Newman
- 2014 – 48:13, dei Kasabian
- 2014 – Ricardo Montaner
- 2017 – Relaxer, produzione di Charlie Andrew e Andy Brown, di Alt-J
- 2017 – Developing Story, di Alan Broadbent

## Colonne sonore

### Film (parziale)
- A Single Shot, regia di David M. Rosenthal (2013) – musica composta da Atli Örvarsson
- 47 Ronin, regia di Carl Rinsch (2014) – musica composta da Ilan Eshkeri
- Supercondriaco - Ridere fa bene alla salute, regia di Dany Boon (2014) – musica composta da Klaus Badelt
- Another Me, regia di Isabel Coixet (2014) – musica composta da Michael Price
- Un amico molto speciale, regia di Alexandre Coffre (2014) – musica composta da Klaus Badelt
- Shaun, vita da pecora - Il film, regia di Nick Park (2015) – musica composta da Ilan Eshkeri
- Still Alice, regia di Richard Glatzer e Wash Westmoreland (2014) – Tom Bowes (violino), Andy Brown (viola), Richard Harwood (violoncello) e Sally Heath (pianoforte)
- Heart of the Sea - Le origini di Moby Dick, regia di Ron Howard (2015)
- Swallows and Amazons, regia di Philippa Lowthorpe (2016) – musica composta da Roque Baños
- Ballerina, regia di Eric Summer e Éric Warin (2016) – musica composta da Klaus Badelt

### Videogiochi
- The Sims 4  (2014) – musica composta da Ilan Eshkeri